# Rice County, Minnesota
Rice County är ett administrativt område i delstaten Minnesota i USA, med 64 142 invånare. Den administrativa huvudorten (county seat) är Faribault. 

## Politik
Rice County tenderar att rösta på demokraterna. Demokraternas kandidat vann countyt i samtliga presidentval mellan valet 1976 och valet 2012. I valet 2016 bröts dock trenden då republikanernas kandidat vann countyt med 47,6 procent av rösterna mot 44,5 för demokraternas kandidat.

## Geografi
Enligt United States Census Bureau har countyt en total area på 1 337 km². 1 289 km² av den arean är land och 48 km² är vatten.      

### Angränsande countyn
- Dakota County - nordost
- Goodhue County - öst
- Dodge County - sydost
- Steele County - söder
- Waseca County - sydväst
- Le Sueur County - väst
- Scott County - nordväst